# Водли (Џорџија)
Водли (енгл. Wadley) град је у америчкој савезној држави Џорџија. По попису становништва из 2010. у њему је живело 2.061 становника.

## Демографија
Према попису становништва из 2010. у граду је живело 2.061 становника, што је 27 (1,3%) становника мање него 2000. године.
| Група             | 2000.         | 2010.         |
| Белци             | 415 (19,9%)   | 317 (15,4%)   |
| Афроамериканци    | 1.610 (77,1%) | 1.632 (79,2%) |
| Азијати           | 1 (0,0%)      | 13 (0,6%)     |
| Хиспаноамериканци | 52 (2,5%)     | 98 (4,8%)     |
| Укупно            | 2.088         | 2.061         |